# ماثيو شارب
ماثيو شارب (بالإنجليزية: Matthew Sharpe)‏ (17 أكتوبر 1962، نيويورك في الولايات المتحدة)؛ كاتِب ومؤلِّف، أستاذ جامعي وروائي أمريكي.